# Frank Barlow (calciatore)
Frank Charles Barlow (Mexborough, 15 ottobre 1946) è un ex calciatore e allenatore di calcio inglese, di ruolo difensore.

## Carriera

### Calciatore
Formatosi nello Sheffield Utd, fece parte della prima squadra delle Blades dal 1965 al 1972, retrocedendo in cadetteria al termine della First Division 1967-1968 e ritornando a militare nella massima serie inglese dopo il secondo posto ottenuto nella Second Division 1970-1971.
Nel 1972 passa per 15.000£ al Chesterfield, club della terza serie inglese. Con gli Spireites giocò quattro stagioni nella Third Division prima di ritirarsi a causa di una lunga serie di infortuni.
Durante la sua militanza con il Chesterfield, venne prestato agli statunitensi del Boston Minutemen, franchigia della NASL, divenendone il capitano. Nella stagione 1974 vinse con i bostoniani la Northern Division. Con i Minutemen la corsa al titolo nordamericano fu interrotta alle semifinali, perse contro i futuri campioni dei L.A. Aztecs. 

### Allenatore
Dopo aver ricoperto il ruolo di vice-allenatore nel Chesterfield, ne divenne allenatore dal settembre 1980 al 1983, guidandoli per tre stagioni in Third Division. La squadra indebolita dalla crisi finanziaria retrocesse in quarta serie al termine della Third Division 1982-1983.
Dal 1984 al 1987 è invece alla guida dello Scunthorpe Utd, nella quarta divisione inglese.
Dopo varie esperienze come vice-allenatore nel Barnsley, Sheffield Weds, Birmingham City, Bristol City e Nottingham Forest, assume nel 2006 l'incarico di allenatore proprio di questi ultimi insieme a Ian McParland, al posto dell'esonerato Gary Megson. Con il Forest ottiene il settimo posto della Football League One 2005-2006, a due punti dalla zona play off.
Dal 2007 al 2009 è vice-allenatore al Wigan, assumendone l'incarico di allenatore ad interim nel novembre 2007 nella Premier League 2007-2008.
Dal giugno 2011 al 2013 è vice-allenatore di Danny Wilson allo Sheffield Utd.

## Palmarès

### Allenatore

#### Competizioni internazionali
- Coppa anglo-scozzese: 1

Chesterfield: 1980-1981